# 聖ヤコブ堂 (台中市)

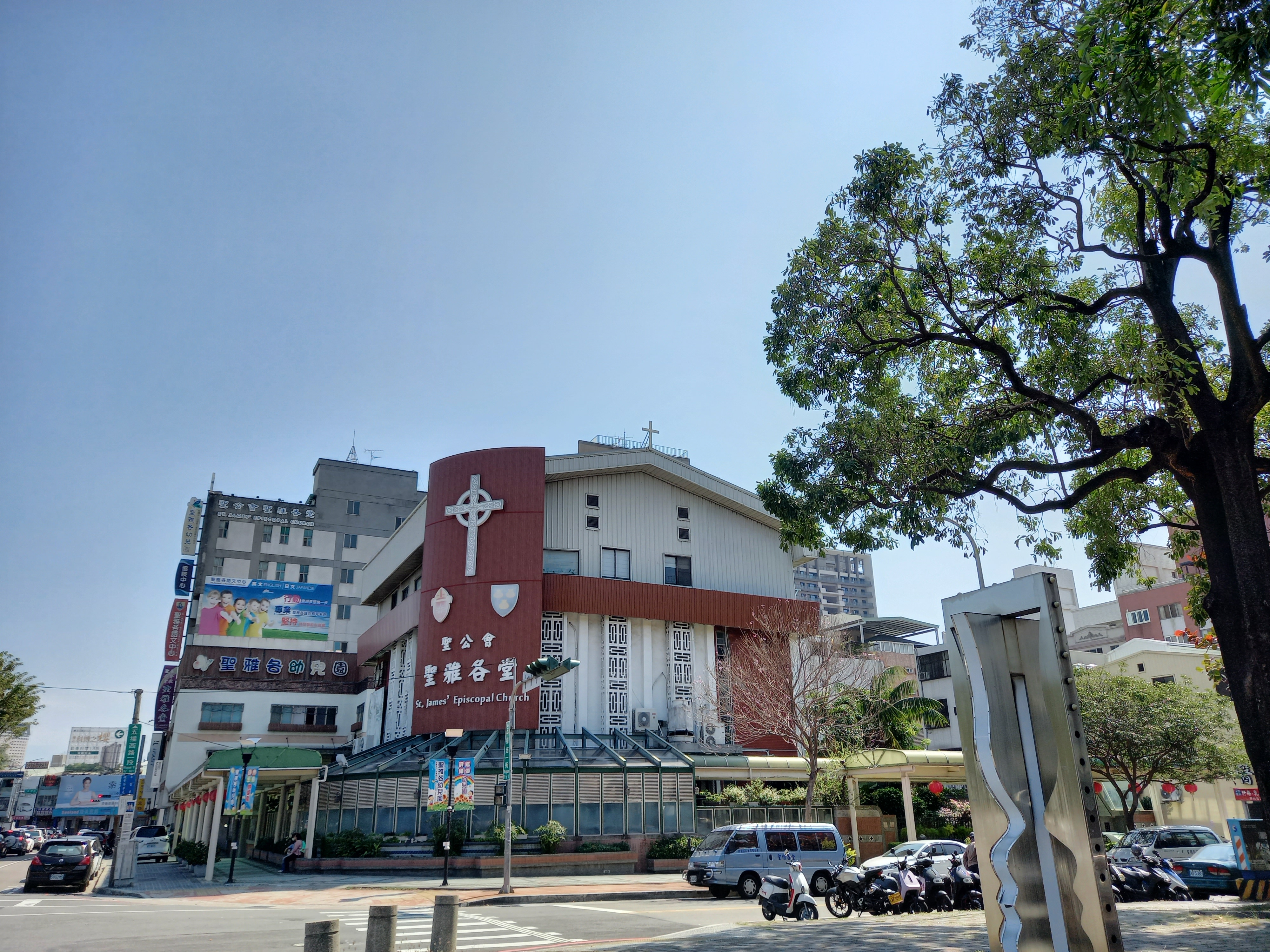
聖ヤコブ堂 （台湾・台中市）

聖ヤコブ堂（せいヤコブどう、中国語: 台中聖雅各堂、英語: Saint James' Episcopal Church, Taichung）は、台湾・台中市西区五権西路一段23号にあるプロテスタントの教会である。台湾聖公会に所属する。

## 歴史
1955年、台中の米軍の家族に駐華（駐台）陸軍チャプレンのウォルター・モース司祭（ Fr. Walter P. Morse、中国語名：莫華德）が台北市から通って聖公会聖餐式を授けたのを、聖ヤコブ堂の起源としている。その3年後、ポール・ディリンジャー司祭（Fr. Paul B. Denlinger）が台中の東海大学の教授として来て、様々な場所へ移動したが、会衆は徐々に増えていった。
その後1961年には、正式な聖公会伝道所となり、1968年には現在教会がある土地（西区五権西路一段23号）も得て、1970には三階建ての教会堂が完成した。
1971年9月には、幼稚園も開設して、幼児教育を積極的に進めて、1976年には「徳明館」を作った。1989年にはホールと宿舎からなる鉄筋四階を追加して、1991年には八階建ての「宣教館」を作って、1996年7月には自立の教会となった。
2011年には先進的な七階建てビルを「教育館」として完成した。2015年より張玲玲司祭が牧師で、2009年より徐子賢司祭が英語部の牧師を務める。

## 礼拝時間
主日礼拝は、9時半から英語で、11時から中国語で行なっている。

## 参照項目
- 台湾の宗教
- 台湾聖公会
- 聖景星堂 - 台湾聖公会の台中市にあるもう一つの教会（2016年設立）[5]
- 救世主イエス司教座堂 (台中市) - 台中市のカトリックの教区